# Beaucastel
Château de Beaucastel (рус. Шато де Бокастель) — винодельческое хозяйство, расположенное в южной части долины Роны во Франции, которое производит вина Châteauneuf du Pape AOC (рус. Шатонёф-дю-Пап). При производстве вин используются все 13 разрешённых в апелласьоне виноградных сортов, а одно из отличий от других хозяйств, это использование сорта Мурведр в большей пропорции, чем принято в апелласьоне.
В хозяйстве производится примечательное белое вино Vieilles Vignes (буквально, «Старые Лозы»), которое производится из редкого для региона долины Роны и ещё более редкого для апелласьона Шатонёф-дю-Пап сорта Русан.
Château de Beaucastel принадлежит в общей сложности 130 гектаров земли, из которых 100 гектаров засажены виноградниками, три четверти которых принадлежат апелласьону Шатонёф-дю-Пап.

## История

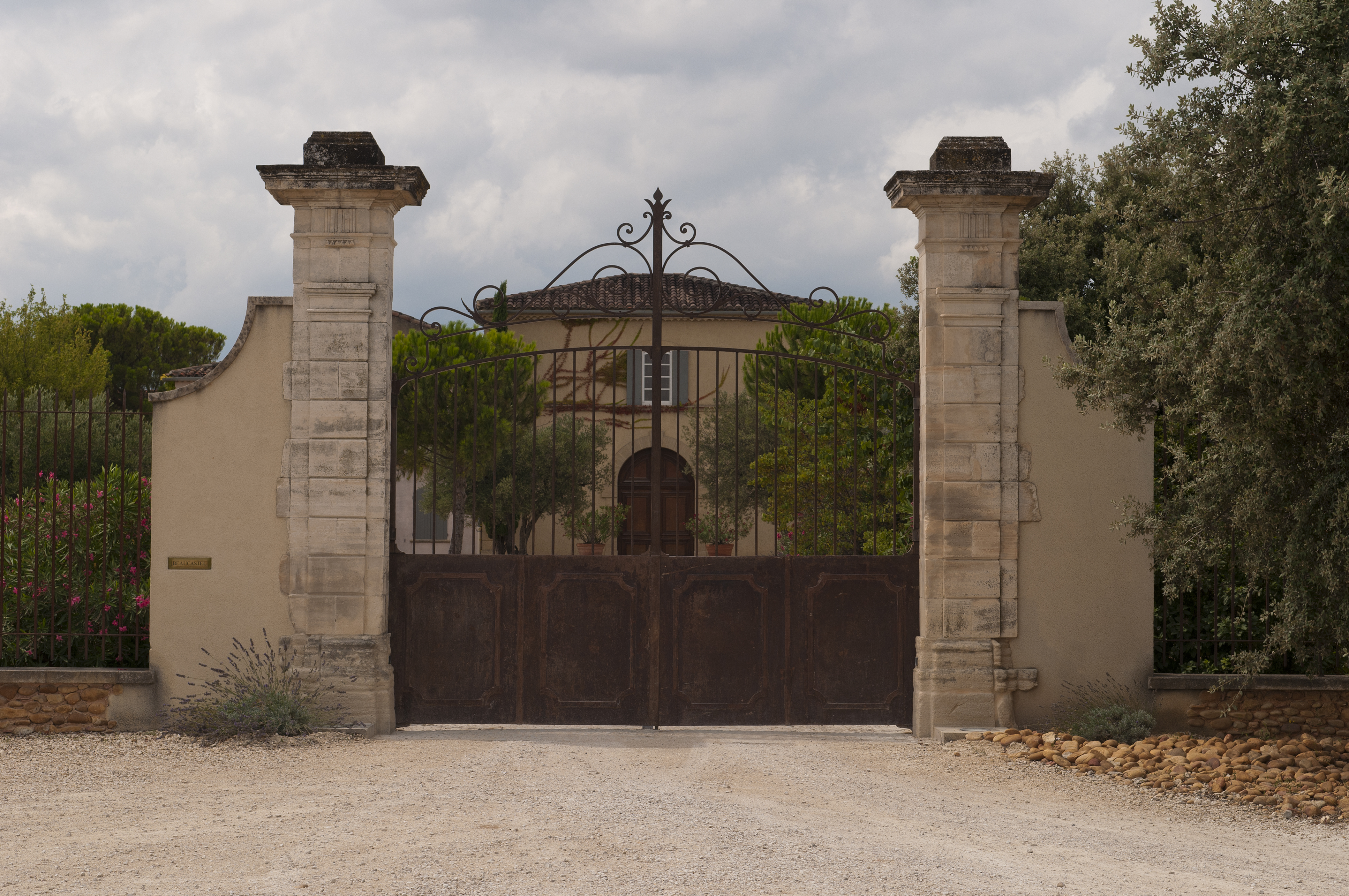
Главный вход на винодельню.

Винодельня названа в честь семьи Бокастель, которая проживала в середине XVI века в Куртезоне. Первые письменные упоминания об этом поместье относятся к 1549 году, когда Пьер де Бокастель купил «амбар с земляным земельным участком, содержащий пятьдесят два соме, расположенный в Кудуле». Этот участок до сих пор принадлежит хозяйству. Тогда в хозяйстве ещё не выращивали виноград.
В 1792 году владельцем поместья стал некто Этьен Гонтар (фр. Etienne Gontard), а виноградные лозы начали возделывать лишь ещё через сорок лет.
В XIX веке владельцем имения стал Эли Дюссо (фр. Élie Dussaud), инженер, известный работой под руководством Фердинанда де Лессепса на строительстве Суэцкого канала. Когда эпифитотия филлоксеры ударила по Франции, Дюссо решил не восстанавливать погибшие виноградники, а продать всё поместье. В 1909 году имение было выкуплено Пьером Трамье (фр. Pierre Tramier), и виноградники были высажены заново. После Трамье во владение поместьем вступил его зять Пьер Перрен (фр. Pierre Perrin), который значительно расширил площади Шато де Бокастель. После Пьера Перрена хозяйством вплоть до 1978 года управлял Жак Перрен (фр. Jacques Perrin), а после его смерти оно перешло к его сыновьям Жан-Пьеру и Франсуа Перренам. Сейчас поместьем управляет уже шестое поколение Перренов — Марк, Пьер, Томас и Матьё.
В 1990 году Жан-Пьер и Франсуа Перрены в сотрудничестве с виноторговцем Робертом Хаасом приобрели виноградник Tablas Creek Vineyard в Калифорнии. В 2006 году Перрены и Château de Beaucastel присоединились к ассоциации Primum Familiae Vini, объединяющей семейные винодельческие предприятия высшего уровня.

## Особенности виноделия
Бокастель обычно выдерживает виноматериал в больших, старых бочках (фудрах), и только Сира выдерживается в новых дубовых бочках. Различные сорта винограда выдерживаются отдельно и лишь позже смешиваются.
Несколько спорный аспект вин Бокастель, это характерные тона бретта («скотный двор», «коровники», «бекон», «земля», «лошадиное седло», «грибы» и так далее). Обычно, бретт рассматривается, как дефект вина, но, с другой стороны, для ряда вин его рассматривают, как характерный аромат.

## Ассортимент вин
Ассортимент Château de Beaucastel состоит из шести вин, из которых четыре Châteauneuf du Pape, и два Côtes du Rhône:
- Château de Beaucastel, красное, смесь 13 виноградных сортов со значительной долей Мурведра.
- Château de Beaucastel, белое, смесь 80% Русан и 20% Гренаш-блан.
- Hommage à Jacques Perrin, специальное розовое кюве Châteauneuf du Pape, произведённое только в лучшие годы. Производится с 1989 года.
- Roussanne Vieilles Vignes, белое Châteauneuf du Pape из винограда Русан со старых виноградных лоз.
- Coudoulet de Beucastel, красное, с региона Côtes du Rhône, но не из Châteauneuf du Pape, с большой долей винограда Мурведр.
- Coudoulet de Beucastel, белое, с региона Côtes du Rhône, но не из Châteauneuf du Pape, с большой долей винограда Мурведр.